# Olpe
 Olpe är en stad i det tyska förbundslandet Nordrhein-Westfalen. Staden har en yta av 
86 kvadratkilometer och en befolkning som uppgår till cirka 25 000 invånare.
Olpe är belägen cirka 20 kilometer nordväst om Siegen och har omedelbart norrut en av de större uppdämningssjöarna i delstaten, Biggesee.

## Kommunikationer
- Motorvägar
  - A4 Olpe – Köln – Aachen – Nederländerna
  - A45 Dortmund – Olpe – Aschaffenburg
- Förbundsvägar
  - B54 och B55

## Kända personer
- Franz Hitze
- Hermann Tilke